# Museu da Catedral de Santiago de Compostela

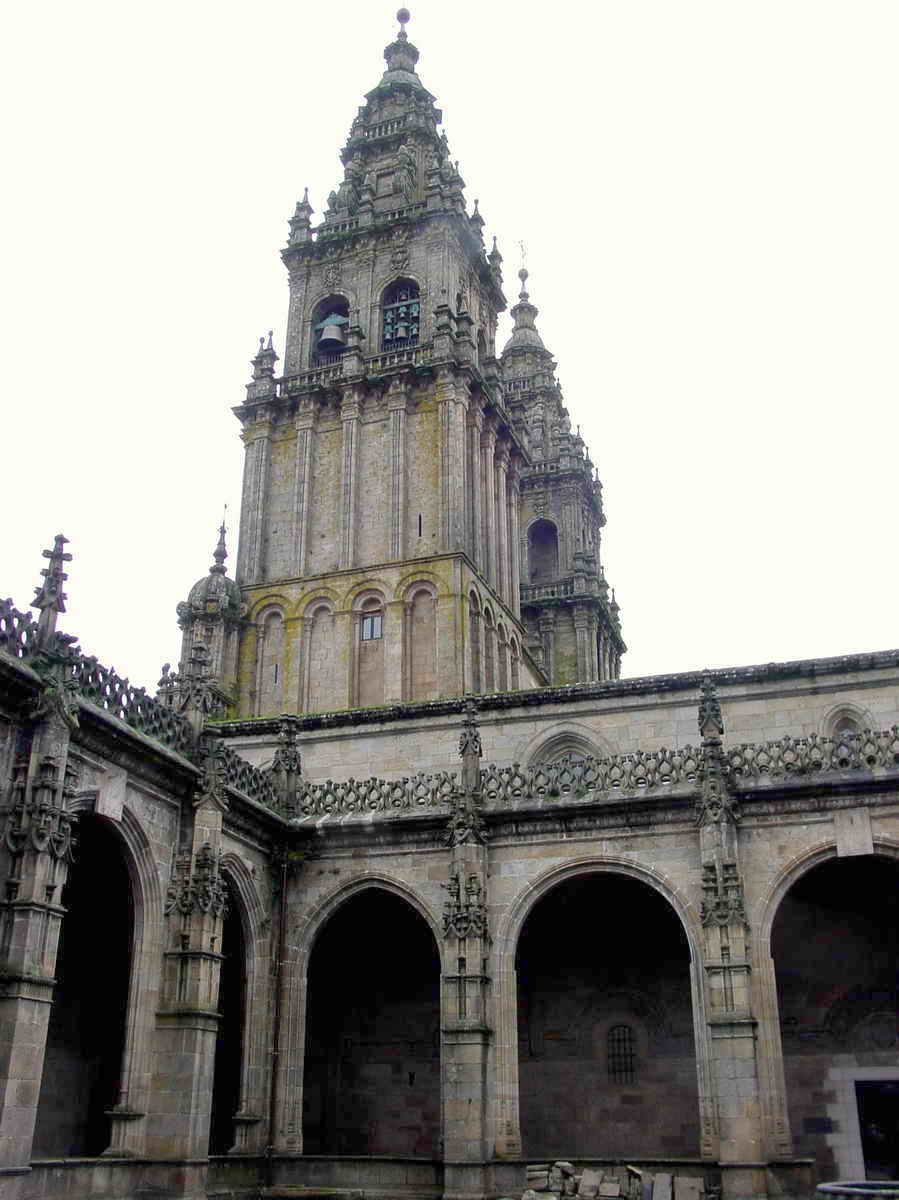
Claustro da Catedral, que acolhe parte do Museu

O Museu da Catedral de Santiago de Compostela é uma instituição que acolhe e expõe diversas obras artísticas e arqueológicas, propriedade da Catedral de Santiago, que abarcam desde a época romana até à atualidade. O museu localiza-se na mesma catedral. Foi fundado em 1930.

## Espaços do Museu
O museu abrange diversos espaços, com diferente situação dentro da fábrica da catedral:
- Museu-Claustro, com ingresso desde o lado meridional da Praça do Obradoiro.
- Cripta do Pórtico da Glória, acede-se pela escadaria de ingresso à catedral, na mesma praça indicada.
- Tesouro e Panteão Real, atualmente pode-se visitar desde a entrada ao Museu-Claustro.
- Paço de Gelmírez, entra-se nele desde o lado Norte da mesma Praça do Obradoiro.

## Museu-Claustro
Contém várias salas, capelas e o claustro da catedral. Conta com exposição de objetos da época romana, medieval até ao XVIII. Devem destacar-se a lauda de Teodomiro, peças da antiga portada das Pratarias, antigo coro da catedral do Mestre Mateus reconstruído, a velha rosácea da portada ocidental, relevos de Gregório Espanhol, tábuas maneiristas de Juan Bautista Celma, retábulo da Transfiguração de Cristo de Xosé Ferreiro, Santiago Peregrino de Gambino, coleção de tapetes flamencos de diversas épocas, tapetes sobre cartões de Goya, etc

## Cripta
Permite ver o espaço arquitetônico, sobre o que o Mestre Mateus sustentou o Pórtico da Glória. Ademais exibe uma preciosa coleção escultórica nos mesmo capitéis e jambas da obra, e outras esculturas procedentes de partes da catedral derrubadas por reformas, que abrangem desde o Românico ao Gótico final.

## Tesouro e Panteão Real
Só se permite contemplar os sepulcros dos reis Fernando II de Leão e Afonso IX. O Tesouro conserva peças de ourivesaria, vidraria, marfim, etc., desde os séculos IX ao XX. A destacar a custódia de Antonio de Arfe de 1539-45.

## Paço de Gelmírez
Permite visitar um dos paços medievais melhor conservados da Espanha. Embora houvesse um paço anterior, o arcebispo Diego Gelmírez reconstruiu-o de raiz de 1117. Destacam-se as suas mísulas esculpidas, entre elas as da denominada Sala de Cerimônias, com representações de um banquete.